# Honce
Honce este o comună slovacă, aflată în districtul Rožňava din regiunea Košice. Localitatea se află la altitudinea de 377 m deasupra n.m., se întinde pe o suprafață de 8,07 km2 și în 2017 număra 362 de locuitori.

## Istoric
Localitatea Honce este atestată documentar din 1318.

## Demografie
| An:                | 1994 | 2004   | 2014   | 2024    |
| ------------------ | ---- | ------ | ------ | ------- |
| Număr de persoane: | 419  | 395    | 381    | 327     |
| Diferență:         |      | −5,72% | −3,54% | −14,17% |

| An:                | 2023 | 2024   |
| ------------------ | ---- | ------ |
| Număr de persoane: | 328  | 327    |
| Diferență:         |      | −0,30% |